# سمح باروح (حجر الصيعر)

تعديل مصدري - تعديل

سمح باروح هي إحدى قرى عزلة حجر الصيعر بمديرية حجر الصيعر التابعة لمحافظة حضرموت، بلغ تعداد سكانها 86 نسمة حسب تعداد اليمن لعام 2004.